# Sternohammus yunnana
Sternohammus yunnana là một loài bọ cánh cứng trong họ Cerambycidae.